# Бабізм

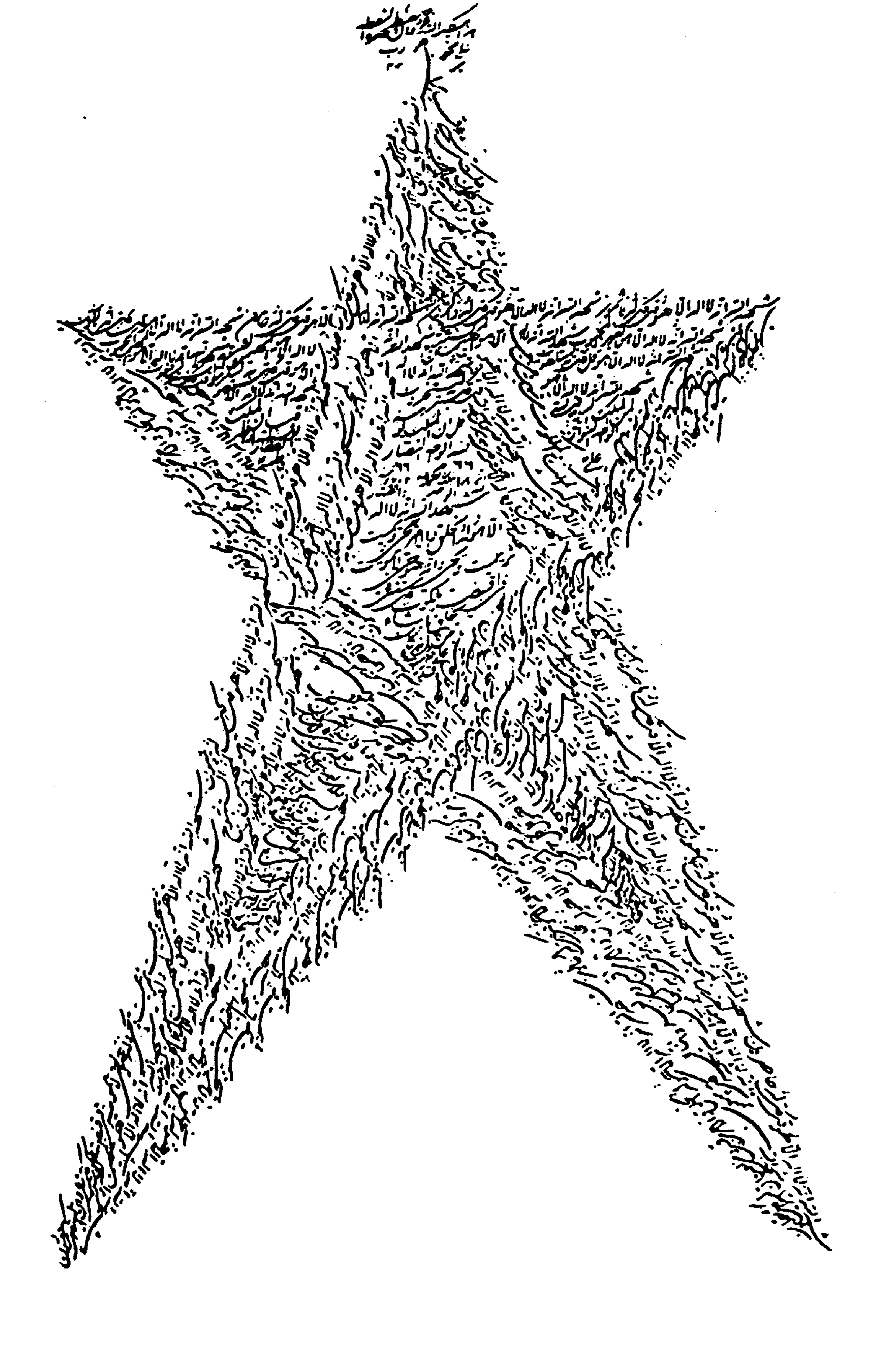
Символ віри бабі, намальований Бабом.

Бабізм (англ. Bábism, нім. Babismus, фр. Babisme), або Віра баяні (фарсі: بيانى,, Bayání) — релігія, заснована у XIX столітті перським купцем Сійїдом Алі-Мухаммадом, що прийняв титул Баб. Поширювалася у 1844 —1852 роках в Персії. Її прихильники називалися бабі. Мусульмани вважали цей рух єретичним. Баб є одною з центральних фігур Віри Бахаї.

## Назва
- Бабизм, або бабізм — термін, який використовують сходознавці, а не послідовники цієї релігії. Він походить від персько-арабського іменника баб (араб. باب, «брама»)
- Баяні — самоназва.

## Передумови
Мусульмани-шиїти вважають святими дванадцять імамів-халіфів, що керували ісламом після Мухаммеда. Одинадцятий, Гасан Аскарі, помер в 874 році та був успадкований своїм сином, відомим як «Імам Магді» або «Схований імам». Цей Імам Магді з самого початку був оточений таїнствами і спілкувався із своїми послідовниками тільки через надійних представників, які називалися «Врата» (араб. Абваб, множина від Баб). Цих «Врат» було чотири підряд. Коли останній з них помер, ніхто не був призначений на його місце, після чого почався період «Великого затінювання», в якому, згідно з шиїтами, ми зараз знаходимося. Але Імам Магді не вмирав, він зник з очей людей в 940–941, та живе у таємному місті Джабулка, звідки він повернеться свого часу щоб відновити дійсну релігію та наповнити землю правосуддям.
На початку XIX ст. в Персії в святому місті Кербелі існувала секта шейхітів, очолена Сіййідом Казімом із Рашта. Шейхіти були групою, що очікувала на скоре повернення Імама Магді. Перед смертю в 1843 Сіййід Казім наказав своїм послідовникам залишити їх домівки, щоб шукати знаки, послані Імамом.

## Зародження

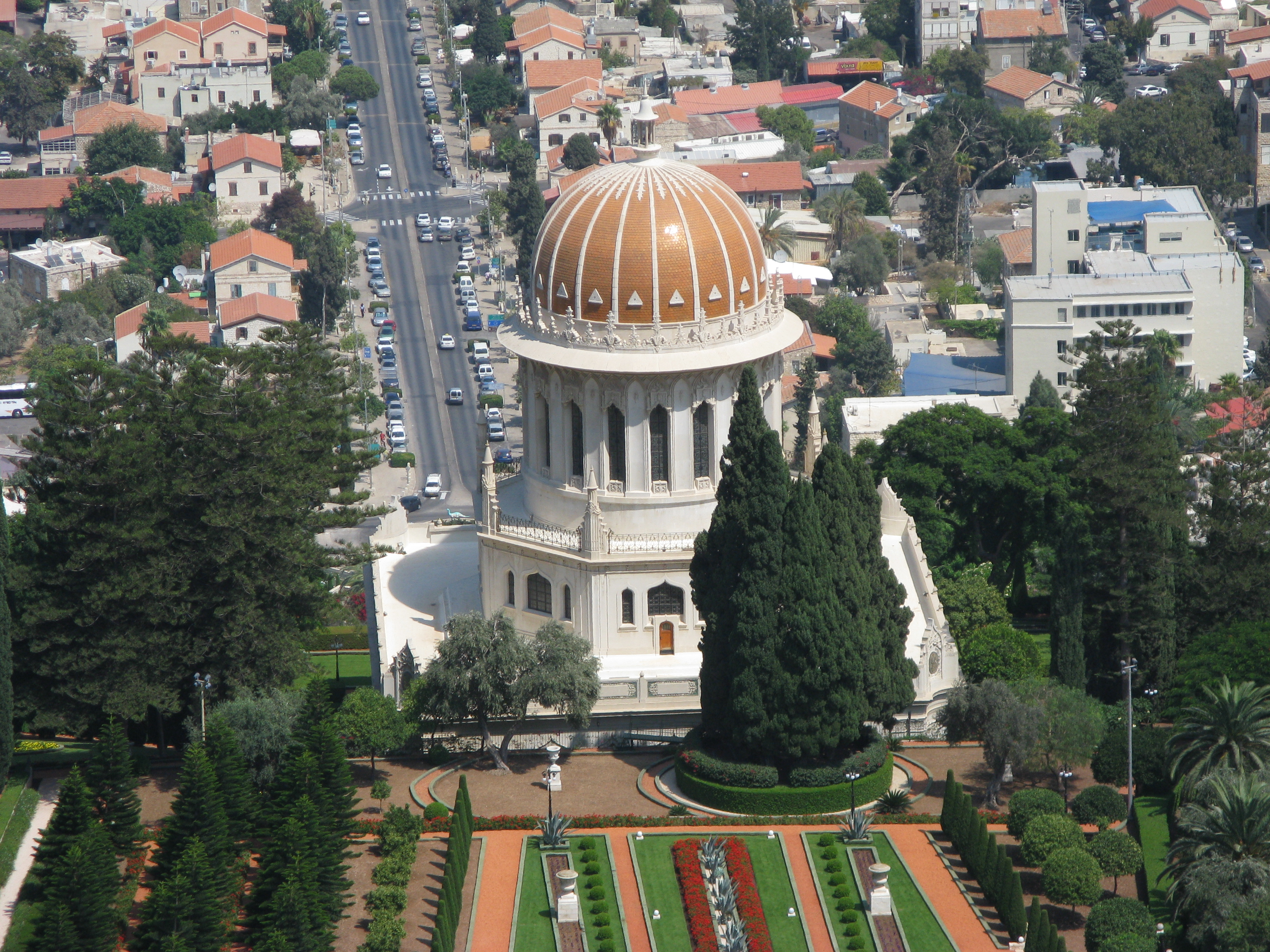
Усипальниця Баба

23 травня 1844 Мулла Хусейн, видатний учень та спадкоємець Сійїда Казіма увійшов до Ширазу та зупинився у старого учня Казіма на ім'я Мірза Алі-Мухаммад, який мешкав у цьому місті. Мулла Хусейн почав розповідати своєму товаришу по релігії про смерть Учителя та про його наказ. Раптом Мірза Алі-Мухаммад сказав, що він і є той знак, якого повинні були шукати шейхіди, п'ятий «Баб», призначений Імамом Магді. Алі-Мухаммад розказав Муллі Хусейну знаки, що були явлені йому, які точно збігалися з пророцтвом Казіма. Він швидко переконав Муллу Хусейна, а згодом і решту послідовників Казіма, у своїй правоті. Більшість з них переїхали до Ширазу, де стали послідовниками нового лідера, якого відтепер називали Баб.
Баб призначив 18 учнів, що разом з ним створили священне для бабі число 19. Ці учні роз'їхалися по Персії, розповсюджуючи віру, і протягом кількох років віра бабі охопила всю країну.

## Переслідування бабі
З ростом популярності, бабі почали дратувати релігійних лідерів країни. Баб був вперше заарештований в Ширазі в 1846 році, потім переїхав до Ісфахану, але й там був знову заарештований та доставлений в Тегеран. Шах Каджар хотів побачити його, але прем'єр-міністр Хаджі Мірза Акасі, який побоювався впливу Баба на шаха, переконав того відіслати Баба до віддаленої в'язниці. Так він просидів у в'язниці в Маку, а потім Чихрік, до 1850 року.
Втім, завдяки активній пропаганді його учнів, віра бабі продовжувала ширитися. Сам Баб продовжував таємно спілкуватися зі своїми прихильниками із в'язниці, та навіть посилив свої ствердження. Баб також пророкува прихід "Того, Кого явить Бог", Богоявлення, на якого чекали всі мусульмани.
Під час анархії, яка наступила після смерті шаха Каджара у вересні 1848, почалося активне переслідування бабі. Озброєний опір, який вони чинили, призвів до кількох великих сутичок з урядовими військами, найвідоміші з яких відбулися у Форті Табарсі, Занджані та Найрізі. В результаті, за різними оцінками, у той час загинуло від 2 до 20 тисяч бабі.
Щоб зупинити опір бабі, 9 червня 1850 року Баб був привезений до Тебрізу та розстріляний на його центральній площі. Це не зупинило підтримки його навчання, але активність сутичок знизилася, особливо після смерті його ворога, прем'єр-міністра Хаджі Мірзи Акасі. Однак після того, як 15 серпня 1852 року три бабі здійснили замах на шаха, нова хвиля переслідувань привела до практичного знищення бабі в Персії та перенесення його у вигнання за кордон, більшістю до Османської, та частково до Російської імперій.

## Тексти
Головні тексти бабі включають Кайюмул-Асма (коментар на Суру Юсуфа), і Перський Баян, який бабі розглядають як святе письмо.

## Спадщина
Після смерті Баба його наступником повинен був стати один з його 18 учнів. Оскільки перші два були вбиті, їм повинен був стати Мірза Йах'я Субх-і Азал, який втік до Багдада разом із своїм зведеним братом на ім'я Мірза Хусейн-Алі.
Саме Мірза Хусейн-Алі, також відомий як Бахаулла, поступово став найпомітнішою та найвпливовішою фігурою серед бабі. У 1863 він проголосив себе «Тим, кого явить Бог», Богоявленням, прихід якого провіщував Баб. Більшість бабі повірили йому, і з того часу почали називатись бахаї. Але частина бабі на чолі з Субх-і Азалом (приблизно 3% від їх числа) відмовилася визнати його божественне походження, створивши секту азалітів (езелітів) або баянітів (за назвою священної книги бабі).
У 1863 обидві групи були, за наказом перського уряду, заслані з Багдаду до Константинополя, звідки їх незабаром заслали до Адріанополя. У 1868 Бахаулла і його послідовники були заслані до Акри в Сирії (зараз Акка, Ізраїль), а Субх-і Азал з його нечисленними прихильниками — до Фамагусти на Кіпрі.
Субх-і Азал помер в Фамагусті в 1912 році, і рух його послідовників згодом зник. Починаючи з 2002, в Інтернеті була помічена нова активність баянітів, але їх відношення до оригінального співтовариства не чітке